# Giambattista Spada
Giambattista Spada (Lione, 28 agosto 1597 – Roma, 23 gennaio 1675) è stato un cardinale e patriarca cattolico italiano.

## Biografia
Di nobile famiglia lucchese, figlio di Orazio e da Caterina Cenami, era nipote del cardinale Bernardino Spada.
Nel 1606 fu inviato a Roma dove fu istruito dallo zio Giambattista Spada, avvocato concistoriale.
Nel 1618, durante il pontificato di Paolo V, entrò nella Curia romana come avvocato concistoriale. Dal 1624 al 1629 fu segretario della Congregazione del Buon Governo; nel 1630 fu nominato segretario della Congregazione di Sanità. Dal 1635 al 1643 fu governatore di Roma. Durante il pontificato di Urbano VIII fu segretario di Stato, succedendo al cardinale Francesco Adriano Ceva. Durante il pontificato di Innocenzo X fu anche rettore dell'Università della Sapienza.
Il 3 agosto 1643 fu nominato patriarca titolare di Costantinopoli e consacrato vescovo il 23 agosto dello stesso anno dal cardinale Marcantonio Franciotti. Dal 1644 fu presidente della provincia di Romagna.
Nel concistoro del 2 marzo 1654 fu creato cardinale da papa Innocenzo X e il 23 marzo dello stesso anno ricevette il titolo di Santa Susanna. Fu legato a Ferrara dal 1654 al 1657. Il 27 gennaio 1659 optò per il titolo di San Marcello e il 25 settembre 1673 per quello di San Crisogono.
Partecipò al conclave del 1655, al conclave del 1667 e al conclave del 1669-1670, che elessero rispettivamente papa Alessandro VII, papa Clemente IX e papa Clemente X.
Morì a Roma e fu sepolto nella chiesa di Santa Croce e San Bonaventura dei Lucchesi.

## Genealogia episcopale e successione apostolica
La genealogia episcopale è:
- Cardinale Guillaume d'Estouteville, O.S.B.Clun.
- Papa Sisto IV
- Papa Giulio II
- Cardinale Raffaele Sansone Riario
- Papa Leone X
- Papa Paolo III
- Cardinale Francesco Pisani
- Cardinale Alfonso Gesualdo di Conza
- Papa Clemente VIII
- Cardinale Pietro Aldobrandini
- Cardinale Laudivio Zacchia
- Cardinale Antonio Barberini, O.F.M.Cap.
- Cardinale Marcantonio Franciotti
- Cardinale Giambattista Spada

La successione apostolica è:
- Arcivescovo Francesco Antonio De Luca (1654)
- Cardinale Carlo Pio di Savoia (1655)
- Arcivescovo Paolo Suardo, C.O. (1659)
- Vescovo Anselmo Dandini (1662)
- Arcivescovo Carlo Spinola, O.S.M. (1664)
- Arcivescovo Fabio Guinigi (1674)
- Vescovo Vincenzo Bonifacio (1674)